# Odette Ducarre
Pour les articles homonymes, voir Ducarre.
Odette Ducarre est une artiste-peintre et une architecte française née le 8 octobre 1928 à Lyon.

## Biographie
Elle est née en 1928. De 1944 à 1948, Odette Ducarre poursuit ses études à l'école nationale des beaux-arts de Lyon. Puis elle s'installe à Paris où elle participe à l'atelier de fresques de l'école des beaux-arts de Paris. Puis ultérieurement, elle suit des cours d'architecture à Marseille.
En 1950, elle rencontre l’éditeur Robert Morel (ensemble, ils auront trois enfants François, Marie Morel et Eve).

## Travaux

### Édition
Dès la fin des années 1950, Odette Ducarre participe activement au démarrage des éditions Robert Morel en devenant directrice artistique. C'est elle qui crée toutes les maquettes des livres singuliers que l'on connaît aujourd'hui et qui bâtiront la notoriété des éditions Robert Morel, aujourd’hui disparues, et invente le principe de plusieurs collections, parmi lesquelles les Célébrations, les O ou la Collection blanche, dont la particularité est de faire commencer le texte sur la première de couverture (idée reprise depuis par d’autres éditeurs).
Ces livres ne sont pas à considérer comme des livres-objets mais, au contraire, comme de vrais livres industriels (leur tirage atteignait parfois 5 000 exemplaires). Odette Ducarre sollicite dans certains cas l'intervention d'autres artistes, par exemple pour réaliser la couverture (Louis Pons, André Cottavoz, Comby, etc.) ; mais elle intervient également comme artiste, avec le début d'un travail sur les ex-voto (La Croix de la Rose rouge de Loys Masson) qu'elle poursuit actuellement.

### Art sacré
En dehors des éditions Robert Morel, Odette Ducarre réalise le missel d'autel de l'église Notre-Dame-de-Toute-Grâce du plateau d'Assy en Haute-Savoie.
Dans les années 1950, elle peint un tableau représentant Thérèse de Lisieux conservé dans l'église Saint-Jacques de Tusson.
Elle a réalisé plusieurs chemins de croix, ainsi que des vitraux d'églises.

### Architecture
Dans le même temps, dès les années 1960, en tant qu'architecte Odette Ducarre construit une dizaine d'habitations contemporaines dont certaines seront remarquées par la presse. On peut citer la maison Revel à Sainte-Geneviève-des-Bois, la maison Colomb à Sisteron, la maison Eyraud au Revest-Saint-Martin ; aussi l’Usine à livres à Mane, le domaine de Richeaumes ; plusieurs restaurations de bâtiments dont le Jas, la maison Pierrefeu au Revest-des-Brousses, la Porcherie à Rousset-sur-Arc, la maison de Pierre Boulez à Saint-Michel-l'Observatoire. Aujourd’hui[réf. nécessaire], elle travaille sur le projet d'une demeure noire, revêtue de bitume de Judée.

### Ameublement
Odette Ducarre crée et fait réaliser des meubles adaptés aux circonstances, dans le souci d’une mode de vie, avec un volume défini. Des tables en bois, en verre, en métal et même en béton (par exemple pour le domaine de Richeaume). Une table ronde en marbre de Carrare (Odette Ducarre est allée travailler en Italie avec le marbrier). Le plateau est une sorte de demi-lune dont l'épaisseur atteint 30 centimètres au centre et s'amincit progressivement jusqu'au bord.

## Citation
Robert Morel a écrit à propos d'Odette Ducarre :
« Ce qui m’étonne chaque fois que je retrouve ou que je découvre une œuvre d'Odette Ducarre, c'est cette gravité, cette réflexion, cette qualité de silence, d'invention millénaires qui nous font tant défaut, à nous autres américains. Là où nous aurions mis du rouge, elle met du noir ; là où le feu, elle met la nuit, là où l'acier, elle met le verre ; là où le cube, elle met la sphère. Elle appartient au vieux monde et, par quel mystère se montre-t-elle dans tout ce qu'elle réalise, plus jeune que nous, plus audacieuse, plus courageuse que le nouveau monde ? »

## Publications
- Odette Ducarre, par Robert Ganzo, Loys Masson, Claude Simon, Éditions Robert Morel, 1960.
- Odette Ducarre ou les murs de la nuit, par Marc Alyn. Éditions Robert Morel, 1967.
- O DUCARRE, par Pierre Joly, Éditions Robert Morel, 1970.
- Je bâtis ma maison, Éditions Robert Morel - Duculot, collection Jeunesse pratique, 1980.
- Odette Ducarre, numéro 92 de la revue Regard, 2006
- O. Éditions Marie Morel - Regard,  216 pages, 2010.
- Les Quatre Cents Livres d'Odette Ducarre. Éditions Marie Morel - Regard, 204 pages, 2015.